# Superpuchar Hiszpanii w piłce siatkowej mężczyzn (2021)
Superpuchar Hiszpanii w piłce siatkowej mężczyzn 2021 – 24. edycja rozgrywek o Superpuchar Hiszpanii zorganizowana przez Królewski Hiszpański Związek Piłki Siatkowej (Real Federación Española de Voleibol, RFEVB), rozegrana 26 września 2021 roku w Centro Insular de Deportes w Las Palmas de Gran Canaria. W meczu o Superpuchar udział wzięły dwa kluby: mistrz i zdobywca Pucharu Hiszpanii w sezonie 2020/2021 – CV Guaguas Las Palmas oraz finalista Pucharu Hiszpanii w tym sezonie – Feníe Energía Mallorca Voley Palma.
Po raz pierwszy zdobywcą Superpucharu Hiszpanii został CV Guaguas Las Palmas.
MVP spotkania wybrany został zawodnik CV Guaguas Las Palmas – Yosvany Hernández.

## Drużyny uczestniczące
| Drużyna                            | Osiągnięcia w sezonie 2020/2021          |
| ---------------------------------- | ---------------------------------------- |
| CV Guaguas Las Palmas              | mistrzostwo i zdobycie Pucharu Hiszpanii |
| Feníe Energía Mallorca Voley Palma | finał Pucharu Hiszpanii                  |

## Mecz
Niedziela, 26 września 2021 – 11:30 (UTC+01:00) • Centro Insular de Deportes, Las Palmas de Gran Canaria
Widzów: 1200
Czas trwania meczu: 90 minut
Sędziowie: Rubén Sánchez i Mariola Rodríguez
| CV Guaguas Las Palmas    | 3:0                          | Feníe Energía Mallorca Voley Palma |
| Yosvany Hernández 24 pkt | (25:22, 25:15, 25:20) raport | Rodrigo Pernambuco 12 pkt          |

| Poz.                 | Nr | Zawodnik            | 1           | 2           | 3           | 4 | 5 | Pkt |
| -------------------- | -- | ------------------- | ----------- | ----------- | ----------- | - | - | --- |
| P                    | 2  | Guilherme Hage      | 9 sześć     | 8 pięć      | 8 pięć      |   |   | 9   |
| R                    | 8  | Paulo Renan         | 5 dwa       | 4 jeden     | 4 jeden     |   |   | 1   |
| P                    | 10 | Jorge Almansa       | 6 trzy      | 5 dwa       | 5 dwa       |   |   | 7   |
| A                    | 13 | Yosvany Hernández   | 8 pięć      | 7 cztery    | 7 cztery    |   |   | 24  |
| Ś                    | 14 | Borja Ruiz          | 4 jeden     | 9 sześć     | 9 sześć     |   |   | 10  |
| Ś                    | 42 | Matthew Knigge      | 7 cztery    | 6 trzy      | 6 trzy      |   |   | 5   |
| L                    | 1  | Alejandro Fernández | L           | L           | L           |   |   |     |
| Zmiany               |    |                     |             |             |             |   |   |     |
| A                    | 3  | Yadrián Escobar     |             |             | 17 zmiana8  |   |   |     |
| Ś                    | 5  | Moisés Cézar        | 17 zmiana8  |             |             |   |   |     |
| R                    | 9  | César Martín        | 43 zmiana42 | 43 zmiana42 | 43 zmiana42 |   |   |     |
| Nie weszli na boisko |    |                     |             |             |             |   |   |     |
| L                    | 7  | Gustavo Delgado     |             |             |             |   |   |     |
| A                    | 11 | Ángel Rodríguez     |             |             |             |   |   |     |
| P                    | 15 | Francisco Iribarne  |             |             |             |   |   |     |
| Trener               |    |                     |             |             |             |   |   |     |
| Sergio Camarero      |    |                     |             |             |             |   |   |     |

| Poz.                 | Nr | Zawodnik           | 1        | 2           | 3           | 4 | 5 | Pkt |
| -------------------- | -- | ------------------ | -------- | ----------- | ----------- | - | - | --- |
| Ś                    | 5  | Manu Furtado       | 9 sześć  | 9 sześć     | 9 sześć     |   |   | 2   |
| P                    | 8  | José María Giménez | 5 dwa    | 5 dwa       | 5 dwa       |   |   | 5   |
| P                    | 11 | Renzo Cairús       | 8 pięć   | 8 pięć      | 8 pięć      |   |   | 8   |
| A                    | 13 | Rodrigo Pernambuco | 7 cztery | 7 cztery    | 7 cztery    |   |   | 12  |
| R                    | 14 | Ignacio Sánchez    | 4 jeden  | 4 jeden     | 4 jeden     |   |   | 1   |
| Ś                    | 21 | Wu Cheng-Wang      | 6 trzy   | 6 trzy      | 6 trzy      |   |   | 6   |
| L                    | 10 | Daniel Ruiz        | L        | L           | L           |   |   |     |
| Zmiany               |    |                    |          |             |             |   |   |     |
| R                    | 1  | Guillem Pont       |          | 23 zmiana14 | 23 zmiana14 |   |   |     |
| P                    | 4  | Joan Lladó         |          | 17 zmiana8  |             |   |   |     |
| Nie weszli na boisko |    |                    |          |             |             |   |   |     |
| L                    | 3  | Alejandro Sánchez  |          |             |             |   |   |     |
| Ś                    | 6  | Abel Bernal        |          |             |             |   |   |     |
| A                    | 7  | Antonio de la Rosa |          |             |             |   |   |     |
| Trener               |    |                    |          |             |             |   |   |     |
| Andrés Rodríguez     |    |                    |          |             |             |   |   |     |

## Statystyki meczowe
| GUA | STATYSTYKI        | PAL |
| 75  | MAŁE PUNKTY       | 57  |
| 41  | ATAK              | 29  |
| 9   | BLOK              | 4   |
| 6   | SERWIS            | 1   |
| 19  | BŁĘDY PRZECIWNIKA | 23  |

## Ustawienie wyjściowe drużyn
| Ruiz Renan Almansa Knigge Hernández Hage Fernández Sánchez Giménez Wu Melo Cairús Furtado Ruiz |